# Fanny Puyesky
Fanny Puyesky   (Montevideo, 23 de juliol de 1939 - Montevideo, 15 d'octubre de 2010) va ser una feminista, periodista, escriptora i advocada uruguaiana.

## Biografia
Va obtenir el Doctorat en Dret i Ciències Socials a la Universitat de la República. Entre 1981 i 1996 va ser columnista de diversos setmanaris i diaris de Montevideo: Aquí, Brecha i el suplement La República de las mujeres del diari La República. A més d'escriure sobre drets de les dones, es va ocupar de política nacional i internacional, jurisprudència i dret.
La seva obra literària es compon de poesia, humor, novel·la, assaig literari, textos sobre dret, i teatre.
El 1979 va publicar Manual per divorciades, que va ser un èxit de vendes i que després es va convertir en un llibret, coproduït amb l'actriu i directora teatral Beatriz Massons. El 1986 va publicar Dones al poder, i el 2006 Diari d'una deessa, que també es va portar al teatre.
El 1992 va escriure La dona i els seus diners. Un canvi cap a la llibertat, en la qual l'autora planteja la difícil relació entre la dona i els diners, i indaga sobre les causes plantejant el per què les dones tenen prejudicis amb el tema dels diners o per què han de donar comptes quan ho gasten.
El 1997 va produir i estrenar l'obra Berenice 's Windows, premiada pel Ministeri d'Educació i Cultura de l'Uruguai.
En 2004 va obtenir un Màster en Gènere, Societat i Polítiques Públiques a la Facultat Llatinoamericana de Ciències Socials (FLACSO), treballant com a consultora regional independent per a polítiques d'igualtat en diferents organismes de tota Amèrica.
El 2010 va ser coordinadora del Diploma de Gènere del Col·legi de les Amèriques i de l'Organització Universitària Interamericana.
Va morir el 15 d'octubre de 2010 de forma sorprenent per un aneurisma cerebral. Les seves restes van ser sepultades en el Cementiri Israelita de La Paz.

## Obres
- Manual para divorciadas (1980), Acali Editorial.[7]
- La sirenita (1981).
- Dama de noche (1981).
- Viva la burocracia (1983).
- Poemas de amor y bronca (1984), Librosur.
- Contracuentos (1985), Librosur.
- Mujeres al poder (1986) .
- La mujer y su dinero (1992), Editorial Fin de Siglo.[6]
- Manual para divorciadas (1994), Editorial Fin de Siglo.
- Berenice´s Windows (1997), Premi coproducció del Ministeri d'Educació i Cultura.[8]
- Acoso sexual (1999), Fundación de Cultura Universitaria.
- Diario de una diosa (2005), Planeta.[9]